# فينيسا مارسيل
فينيسا مارسيل (بالإنجليزية: Vanessa Marcil)‏ (تُلفظ بالإنجليزية: ‎/vəˈnesə mɑ:rˈsel/‏); ولدت سالي فينيسا أورتيز; يوم(أكتوبر 15, 1968) هي ممثلة أمريكية. عُرفت في أفضل أدورها كَبريندا باريت كورينثوس في مسلسل مستشفى عام,و جينا كيكيد في مسلسل بيفيرلي هيلز, 90210 و سام ماركيز في مسلسل لاس فيغاس.
منذ أواسط عام 2010 أصبحت تظهر تحت اسم فينيسا مارسيل-جيوفينازو.

## وصلات خارجية
- فينيسا مارسيل في موقع IMDb
- فينيسا مارسيل على موقع IMDb (الإنجليزية)
- فينيسا مارسيل على موقع روتن توميتوز (الإنجليزية)
- فينيسا مارسيل على موقع ألو سيني (الفرنسية)
- فينيسا مارسيل على موقع أول موفي (الإنجليزية)
- فينيسا مارسيل على موقع قاعدة بيانات الأفلام السويدية (السويدية)
- فينيسا مارسيل على موقع إن إن دي بي (الإنجليزية)
- فينيسا مارسيل على موقع قاعدة بيانات الفيلم (الإنجليزية)
- فينيسا مارسيل على موقع كينوبويسك (الروسية)